# Крамер, Йорис
Йорис Кра́мер (нидерл. Joris Kramer; род. 2 августа 1996, Хейло, Северная Голландия) — нидерландский футболист, защитник клуба «Гоу Эхед Иглз».

## Клубная карьера
Крамер — воспитанник клуба «АЗ». В сезоне 2014/15 дважды попадал в заявку первой команды, выступал за «Йонг АЗ». В 2016 году был арендован клубом «Дордрехт». 5 августа 2016 года в матче против ТОП Осс он дебютировал в третьем дивизионе. 21 октября в матче против «Алмере Сити» забил дебютный гол за клуб. Следующее два сезона провёл в составе «Йонг АЗ» в Эрстедивизи. 18 августа 2019 года в матче против «Гронингена» Йорис дебютировал в Эредивизи.
В сезоне 2020/21 Крамер был арендован клубом «Камбюр», в составе команды стал чемпионом Эрстедивизи. 11 октября 2020 года в матче против «Дордрехт» он дебютировал за новый клуб.
В июле 2022 года стал игроком клуба НЕК. 7 августа в домашнем матче против «Твенте» он дебютировал за новый клуб. В сентябре получил травму, из-за которой пропустил месяц.
29 июня 2023 года Крамер стал игроком «Гоу Эхед Иглз» и подписал трёхлетний контракт. 13 августа в матче против «АЗ» он дебютировал в составе «иглс».

## Достижения
«Камбюр»
- Победитель Первого дивизиона Нидерландов: 2020/21

«Гоу Эхед Иглз»
- Обладатель Кубка Нидерландов: 2024/25[нидерл.]